# Bollberg
Bollberg település Németországban, azon belül Türingiában. Lakosainak száma 287 fő (2017. december 31.). Bollberg Quirla, Ruttersdorf-Lotschen, Bobeck, Schleifreisen és Mörsdorf községekkel határos.

## Népesség
A település népességének változása:

| 2014 | 290 |
| 2017 | 287 |